# Međunarodna organizacija za migracije
Međunarodna organizacija za migracije (engleski: International Organization for Migration, kratica: IOM)  međunarodna je humanitarna organizacija koja se bavi svim aspektima migracija. Osnovana je 1951. godine kao Privremeni međuvladin odbor za kretanje migranata iz Europe (PICMME) i odnosila se samo na europske migracije, da bi kasnije, djelujući prema regijama svijeta obuhvatila problematiku migracija na svim kontinentima. IOM trenutačno broji 172 države članica, aktivna je na 400 lokacija u svijetu i broji 11.000 zaposlenika.
Svrha Organizacije utvrđena je člankom 1. njezina Ustava te uključuje pomoć svim osobama koje napuštaju svoju zemlju u potrazi za zaposlenjem, kao tzv. migracijski radnici, ili sigurnošću, uključujući tu i izbjeglice. U tom smislu Organizacija također pruža pomoć i raseljenim osobama.

## Vanjske poveznice
- Službena stranica